# Rondell (Oberhof)

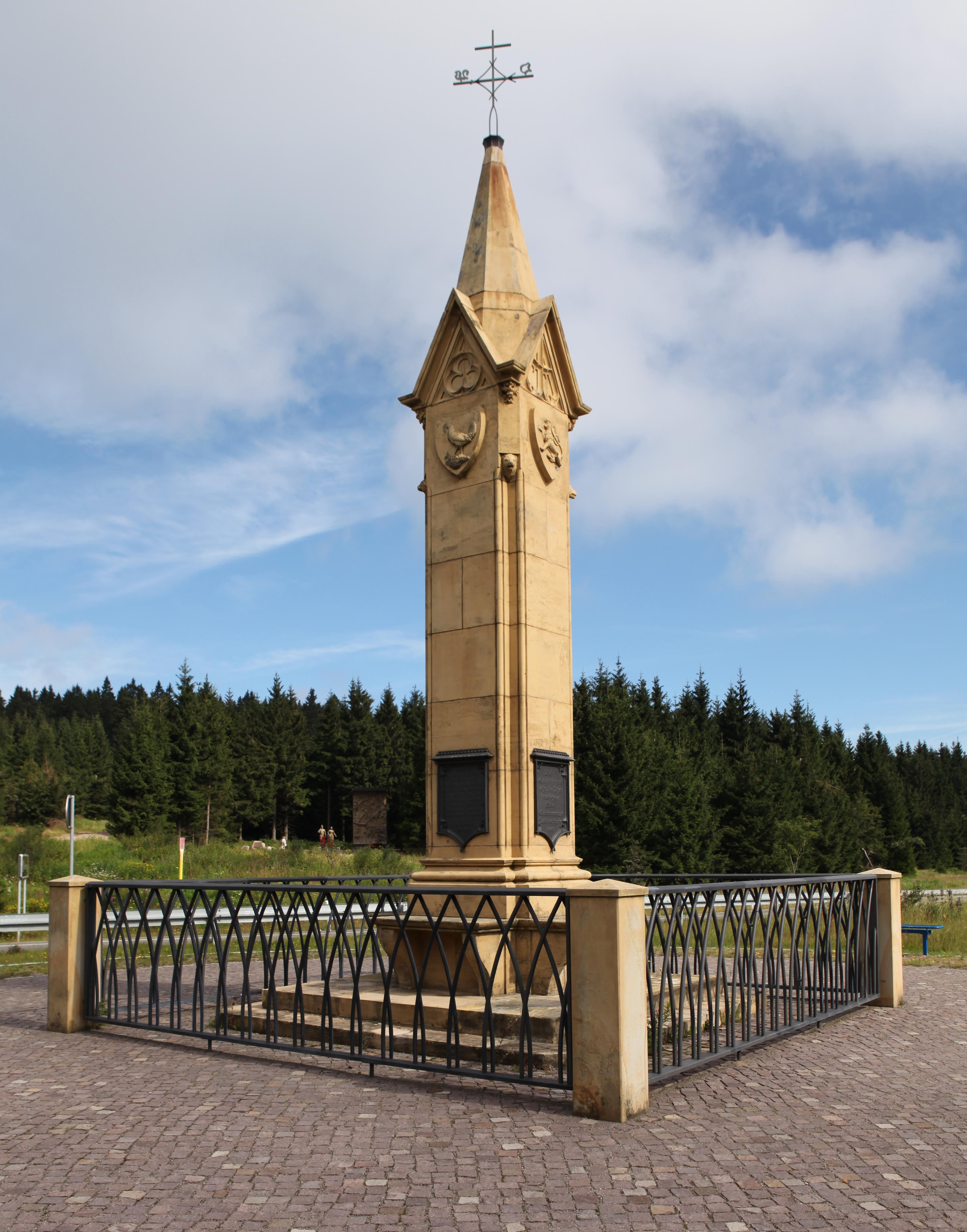
Obelisk

Das Rondell bei Oberhof ist ein Denkmal der Verkehrsgeschichte an der Kreuzung der Thüringer Landesstraße 3247, der früheren Bundesstraße 247, mit dem Rennsteig.

## Geschichte

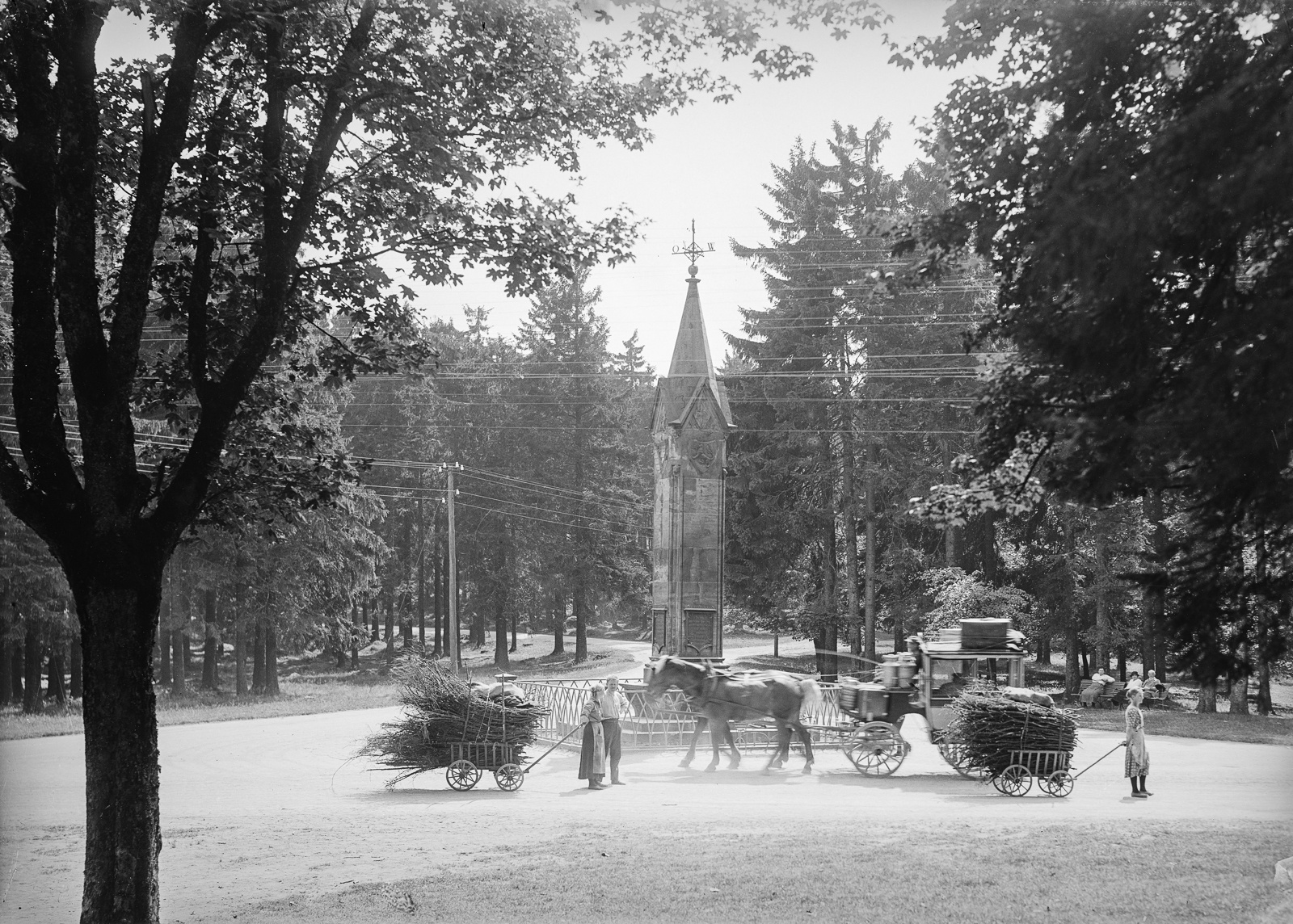
Ansicht des Rondells um 1925

Das Rondell erinnert an den Straßenbau von 1830 bis 1832, den der gothaische Hauptmann und Straßenbauer Julius von Plänckner leitete. Den Abschnitt Gotha–Oberhof–Zella veranlasste Herzog Ernst I., um eine kurze Verbindung seiner Herzogtümer Gotha und Coburg zu erhalten. Das Königreich Preußen finanzierte die Straße mit, um eine Verbindung zu seinen Exklaven, den Landkreisen Schleusingen und Schmalkalden, für den zollfreien Verkehr zu bekommen. Das Rondell liegt 826 m über NN.
Den Rennsteig bei Oberhof querten von alters her zwei bedeutende Handelsstraßen von Norden nach Süden. Die vermutlich ältere verlief über die Zellaer Leube nach Zella, von dort über Suhl, Hirschbach, Erlau nach Schleusingen.
Eine Abzweigung von Zella führte zum Kloster Rohr. Die zweite Altstraße führte von Oberhof über das Rondell, die Suhler Leube, am Großen Beerberg und dem Rastort und Wirtshaus Fröhlicher Mann vorbei nach Suhl.
Der Ausbau und Erhalt der Straße war abschnittsweise vom Landesherren an die Orte Suhl, Ohrdruf, Crawinkel, Wölfis, Zella-Mehlis, Benshausen, Heinrichs und Albrechts übertragen worden. Die 1515 erwähnten Geleitrechte standen noch dem Thüringer Landgrafen zu. Friedrich von Sachsen erwarb bis 1536 alle Rechte auf Wegezoll und Geleitrechte, diese wurden von seinen Nachfolgern noch bis 1834 in Anspruch genommen.
Eine mit den Geldern verbundene und längst überfällige Modernisierung der Straßen als Chaussee oder Kunststraße wurde erst 1832 vorangetrieben.
Das Rondell ist ein wichtiger Orientierungspunkt am Rennsteig und Ausgangspunkt vieler Wanderungen.

## Beschreibung

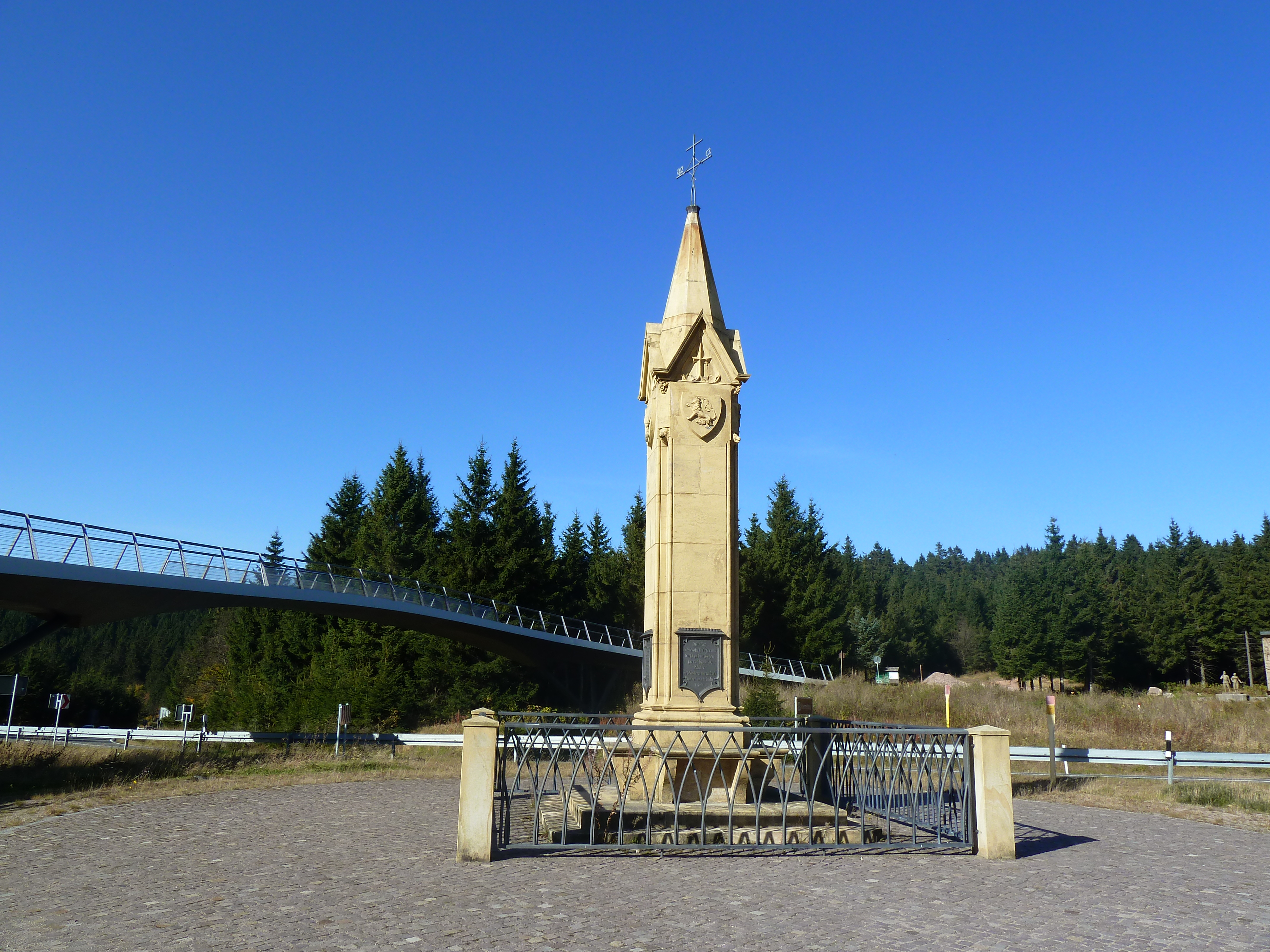
Obelisk mit Rennsteig-Querung über die ehemalige B 247

Die 1834 aufgestellte, etwa sieben Meter hohe Stele mit Helm entwarf der Gothaer Hofbaurat Gustav Eberhard. Vier Inschriften sind angebracht. Auf einer stehen die Namen der am Straßenbau Beteiligten. Die drei anderen Inschriften lauten:
„Wie sich die Straße so sicher und leicht zu den Höhen hinaufschwingt, Länder mit Ländern verknüpft, Handel und Künste belebt.“
„Heil dem schaffenden Sinn, der zum freundlichen Garten die Wildnis umschuf und der Natur Schrecken in Lieblichkeit kehrt.“
„Ernst Herzog zu Sachsen erbauete diese Straße zur Höhe des Gebirgs 2572 Par. Fuß in den Jahren 1830=1832.“
Oben sind die Wappen von Sachsen (der Rautenkranz), Henneberg (die Henne) und der thüringische sowie bayerische Löwe angebracht.
Der Name Rondell rührt von einem runden Rasenstück her, das den Obelisken umgab. Auf der gegenüberliegenden Straßenseite befindet sich das Waldarbeiterdenkmal.